# Псари-Конти
Псари-Конти (пол. Psary-Kąty) — село в Польщі, у гміні Бодзентин Келецького повіту Свентокшиського воєводства.
Населення — 456 осіб (2011).
У 1975-1998 роках село належало до Келецького воєводства.

## Демографія
Демографічна структура на день 31 березня 2011 року:
|          | Загалом | Допрацездатний вік | Працездатний вік | Постпрацездатний вік |
| -------- | ------- | ------------------ | ---------------- | -------------------- |
| Чоловіки | 222     | 42                 | 152              | 28                   |
| Жінки    | 234     | 51                 | 124              | 59                   |
| Разом    | 456     | 93                 | 276              | 87                   |